# Plattling
Plattling – miasto w Niemczech, w kraju związkowym Bawaria, w rejencji Dolna Bawaria, w regionie Donau-Wald, w powiecie Deggendorf, około 10 km na południowy zachód od Deggendorfu, nad Izarą, przy autostradzie A92, drodze B8 i linii kolejowej Ratyzbona – Wels oraz Ratyzbona – Klatovy ze stacją Plattling.

## Dzielnice
W skład miasta wchodzą następujące dzielnice: 
- Plattling Miasto
- Altholz
- Enchendorf
- Enzkofen
- Höhenrain
- Holzschwaig
- Rohr
- Pankofen
- Pankofen-Bahnhof
- Pielweichs
- Ringkofen
- Scheuer
- Schiltorn
- Singerhof

## Demografia
Dane o ludności z 31 grudnia 2008:
| Opis                                | Ogółem | Ogółem | Kobiety | Kobiety | Mężczyźni | Mężczyźni |
| ----------------------------------- | ------ | ------ | ------- | ------- | --------- | --------- |
| Jednostka                           | osób   | %      | osób    | %       | osób      | %         |
| Populacja                           | 12 625 | 100    | 6367    | 50,43   | 6258      | 49,57     |
| Wiek przedprodukcyjny (0–17 lat)    | 2189   | 17,34  | 1047    | 8,29    | 1142      | 9,05      |
| Wiek produkcyjny (18–65 lat)        | 8072   | 63,94  | 3956    | 31,33   | 4116      | 32,6      |
| Wiek poprodukcyjny (powyżej 65 lat) | 2364   | 18,72  | 1364    | 10,8    | 1000      | 7,92      |

## Polityka
Burmistrzem jest Erich Schmid. W radzie miasta zasiada 24 radnych:
|      | CSU | SPD | FWG | JL | Razem |
| 2008 | 12  | 5   | 5   | 2  | 24    |
| 2002 | 14  | 5   | 4   | 1  | 24    |

## Współpraca
Miejscowości partnerskie:
- Nebra (Unstrut), Saksonia-Anhalt od 1992
- Scharnitz, Austria od 2009
- Selkirk, Szkocja od 1998